# Twoje, moje i nasze
Twoje, moje i nasze (ang. Yours, Mine and Ours, 2005) – amerykański film familijny, wyprodukowany przez Paramount Pictures, Metro-Goldwyn-Mayer, Columbia Pictures i Nickelodeon Movies.

## Fabuła
Film opowiada o owdowiałym admirale amerykańskiej straży przybrzeżnej – Franku Beardsley i owdowiałej projektantce damskich torebek – Helen North, którzy zakochują się i biorą ślub ku niezadowoleniu jego ośmiorga, a jej dziesięciorga dzieci z pierwszego małżeństwa.

## Obsada
- Dennis Quaid – Frank Beardsley
- Rene Russo – Helen North
- Sean Faris – William Beardsley
- Katija Pevec – Christina Beardsley
- Dean Collins – Harry Beardsley
- Tyler Patrick Jones – Michael Beardsley
- Haley Ramm – Kelly Beardsley
- Bridger Palmer – Otter Beardsley
- Brecken Palmer – Ely Beardsley
- Ty Panitz – Ethan Beardsley
- Danielle Panabaker – Phoebe North
- Drake Bell – Dylan North
- Lil’ JJ – Jimi North
- Miki Ishikawa – Naoko North
- Miranda Cosgrove – Joni North
- Slade Pearce – Mick North
- Andrew Vo – Lau North
- Jennifer Habibas – Bina North
- Jessica Habib – Marisa North
- Nicholas Roget-King – Aldo North
- Rip Torn – Komendant Sherman
- Linda Hunt – pani Munion
- Jerry O’Connell – Max Algrant
- David Koechner – Kapitan Darell